# Aeroportul Eskişehir
Aeroportul Eskişehir (IATA: ESK, ICAO: LTBI) este un aeroport din Eskişehir, Turcia.
Situat la o altitudine de 787 m, aeroportul dispune de o singură pistă.